# Emma de Caunes
Emma de Caunes (sinh ngày 9 tháng 9 năm 1976) là một nữ diễn viên điện ảnh người Pháp. Cô là con gái của diễn viên và đạo diễn Antoine de Caunes.

## Cuộc đời và Sự nghiệp
De Caunes sinh ra tại Paris vào ngày 9 tháng 9 năm 1976 là con gái của nam diễn viên kiêm đạo diễn Antoine de Caunes và đạo diễn kiêm nhà thiết kế đồ họa Gaëlle Royer. Ông bà nội của cô là nhà báo Georges de Caunes và Jacqueline Joubert, một trong những người công bố liên tục đầu tiên trên truyền hình Pháp. Cô đã kết hôn với ca sĩ Sinclair từ năm 2001 đến năm 2005: con gái của họ, Nina, sinh vào tháng 10 năm 2002. Vào tháng 9 năm 2011, cô kết hôn với họa sĩ truyện tranh người Anh Jamie Hewlett. 
Sự nghiệp của De Caunes bắt đầu vào năm 1988 nhờ một vai diễn trong Margot et le voleur d'enfants, một bộ phim ngắn của đạo diễn Michèle Reiser, mẹ đỡ đầu của cô. Cô lấy bằng tú tài tiếng Pháp trong lĩnh vực điện ảnh năm 1995. 
De Caunes xuất hiện trong nhiều quảng cáo trước vai diễn điện ảnh lớn đầu tiên của cô vào năm 1997 trong bộ phim Un frère của Sylvie Verheyde, cô đã giành được giải thưởng Nữ diễn viên triển vọng nhất tại lễ trao giải César 1998. Năm 2001, cô đóng vai chính với Radiohead 's Thom Yorke trong video âm nhạc cho bài hát "Knives Out", do Michel Gondry đạo diễn. Cô đã giành giải Prix Romy Schneider năm 2002, giải thưởng được trao hàng năm cho một nữ diễn viên trẻ triển vọng. 
Cô đã có một vai chính trong bộ phim hài Mr Bean's Holiday năm 2007, trong đó cô đóng vai một nữ diễn viên trong bộ phim độc lập của đạo diễn Carson Clay (nhân vật do Willem Dafoe thủ vai). 
Năm 2017, de Caunes công khai cáo buộc nhà sản xuất Hollywood Harvey Weinstein có hành vi sai trái tình dục tại Liên hoan phim Cannes 2010. Cô cáo buộc rằng Weinstein đã dụ cô đến phòng khách sạn của anh ta, sau đó anh ta đuổi theo cô khắp phòng trong khi khỏa thân để cố gắng quan hệ tình dục. Các cáo buộc lần đầu tiên được báo cáo trên tờ The New Yorker. 

## Đời tư
Cô kết hôn với nam ca sĩ Sinclair (tên thật là Mathieu Blanc-Francard) vào tháng 9 năm 2001. Tháng 10 năm 2002, họ có một con gái là Nina, sinh ở Paris.
Năm 2005, De Caunes ly hôn với Sinclair và sống độc thân cho tới năm 2011, cô tái hôn với Jamie Hewlett.

## Sân khấu
| Năm     | Tiêu đề                        | Tác giả         | Đạo diễn         | Ghi chú                                            |
| ------- | ------------------------------ | --------------- | ---------------- | -------------------------------------------------- |
| 2001–03 | La Nuit du thermomètre         | Diastème        | Diastème         | Nominated - Molière Award for Best Female Newcomer |
| 2009    | L’Amour de l'art               | Diastème        | Diastème (2)     |                                                    |
| 2011    | Pour l'amour de Gérard Philipe | Pierre Notte    | Pierre Notte     |                                                    |
| 2012    | Simpatico                      | Sam Shepard     | Didier Long      |                                                    |
| 2016    | The River                      | Jez Butterworth | Jérémie Lippmann |                                                    |

## Danh mục phim

### Diễn viên
| Năm       | Tiêu đề                                     | Vai diễn           | Đạo diễn                           | Ghi chú |
| --------- | ------------------------------------------- | ------------------ | ---------------------------------- | --- |
| 1988      | Margot et le voleur d'enfants               | Margot             | Michèle Reiser                     | Short |
| 1996      | L'échappée belle                            | Juliette           | Étienne Dhaene                     | |
| 1996      | Vladimir de trop                            | Lola               | Jacques-Henri Rochereuil           | Short |
| 1996      | Velvet 99                                   | Milli Vanilli      | Agnès Deygas & Thierry Kuntzel     | Short |
| 1997      | Un frère...                                 | Sophie             | Sylvie Verheyde                    | César Award for Most Promising Actress Paris Film Festival - Best Actress Nominated - Acteurs à l'Écran - Best Actress |
| 1997      | Au bord de l'autoroute                      | Camille            | Olivier Jahan                      | Short |
| 1997      | Si c'est bon comme ça                       | The girl           |                                    | Music video |
| 1998      | Restons groupés                             | Claire             | Jean-Paul Salomé                   | |
| 1998      | La voie est libre                           | Nadia              | Stéphane Clavier                   | |
| 1998      | 3 petits points la lune                     | The girl           | Olias Barco                        | Short |
| 1998      | Beaucoup trop loin                          |                    | Olivier Jahan (2)                  | Short |
| 1999      | Mille bornes                                | Nina               | Alain Beigel                       | |
| 2000      | Sans plomb                                  | Marie              | Muriel Téodori                     | |
| 2000      | Mondialito                                  | Louisa             | Nicolas Wadimoff                   | |
| 2000      | Princesses                                  | Sophie             | Sylvie Verheyde (2)                | |
| 2000      | Faites comme si je n'étais pas là           | Marie              | Olivier Jahan (3)                  | |
| 2001      | Knives Out                                  | The girl           | Michel Gondry                      | Music video |
| 2002      | Asterix & Obelix: Mission Cleopatra         | Caesar's secretary | Alain Chabat                       | |
| 2002      | Les amants du Nil                           | Anne Frendo        | Eric Heumann                       | |
| 2003      | Beyond Good & Evil                          | Jade               | Michel Ancel                       | Video Games |
| 2004      | Ma Mère                                     | Hansi              | Christophe Honoré                  | |
| 2005      | Short Order                                 | Fiona              | Anthony Byrne                      | |
| 2005      | Kaamelott                                   | Azénor             | Alexandre Astier & François Guérin | TV Series (2 Episodes)                                                                                                 |
| 2006      | The Science of Sleep                        | Zoé                | Michel Gondry (2)                  | |
| 2006      | Flushed Away                                | Rita Malone        | David Bowers & Sam Fell            | French dub |
| 2007      | The Diving Bell and the Butterfly           | Empress Eugenie    | Julian Schnabel                    | |
| 2007      | Mr. Bean's Holiday                          | Sabine             | Steve Bendelack                    | |
| 2007      | Days of Darkness                            | Karine Tendance    | Denys Arcand                       | |
| 2008      | Coluche: l'histoire d'un mec                | The nurse          | Antoine de Caunes                  | |
| 2008      | Le bruit des gens autour                    | Maud               | Diastème                           | |
| 2008      | Rien dans les poches                        | Marie Manikowski   | Marion Vernoux                     | TV Movie Nominated - International Emmy Award for Best Actress                                                         |
| 2009      | Sweet Dream                                 | Adèle              | Jean-Philippe Amar                 | TV Series (1 Episode)                                                                                                  |
| 2011      | Faux coupable                               | Lena Hemont        | Didier Le Pêcheur                  | TV Movie |
| 2012      | Le Sourire                                  | The girl           |                                    | Music video |
| 2013      | The Dune                                    | Fabienne           | Yossi Aviram                       | |
| 2013      | Lanester                                    | Gabrielle Stahl    | Franck Mancuso                     | TV Movie |
| 2013      | Myster Mocky présente                       |                    | Jean-Pierre Mocky                  | TV Series (1 Episode)                                                                                                  |
| 2015      | Les Châteaux de sable                       | Eléonore           | Olivier Jahan (4)                  | |
| 2015      | La Traque                                   | Stacy              | Théodore Bonnet                    | Short |
| 2015      | Lanester: Memento Mori                      | Gabrielle Stahl    | Franck Mancuso (2)                 | TV Movie |
| 2016      | The Idyll                                   | Woman              | Justin Anderson                    | Short |
| 2016      | Super Triste                                | Cecile Kraft       | Stéphanie Kalfon                   | Short |
| 2016      | Lanester : Les Enfants de la dernière pluie | Gabrielle Stahl    | Jean-Marc Brondolo                 | TV Movie |
| 2017–2019 | Ransom                                      | Nathalie Denard    |                                    | TV Series (Recurring Role)                                                                                             |

### Đạo diễn / Biên kịch
| Năm  | Tiêu đề                 | Ghi chú |
| ---- | ----------------------- | ------- |
| 2000 | Le nombril de l'univers | Short   |